# Lijst van heren en vrouwen van Heeze
De volgende lijst bevat de heren en vrouwen van de heerlijkheid Heeze, Leende en Zesgehuchten. Dezen bewoonden het Kasteel Eymerick en later het Kasteel Heeze. Vele van deze bewoners behoorden tot oude adellijke geslachten, zoals van Horne en van Tuyll van Serooskerken. Deze kasteeleigenaren vervulden vaak belangrijke militaire en diplomatieke functies. Ze waren lang niet altijd op het kasteel aanwezig doch verkeerden vaak in de nabijheid van de hofhouding van hertogen en koningen.

## Eymerick
1. 1172, 1203: Herbertus van Heeze
2. -1274: Reinaart van Heeze
3. -1301: Willem III van Horne
4. 1304-1331: Gerard I van Horne
5. 1331-1342: Willem IV van Horne
6. 1342-1345: Gerard II van Horne
7. 1345-1356: Johanna van Horne
8. 1356-1391: Dirk Loef van Horne
9. 1391-1404: Arnold van Horne
10. 1404-1436: Jan van Horne
11. 1436-1488: Filips van Horne
12. 1488-1505: Arnold van Horne
13. 1505-1542: Maximiliaan van Horne
14. 1542-1571: Maarten van Horne
15. 1571-1573: Filips van Horne
16. 1573-1580: Willem van Horne
17. 1580-1585: Joris van Horne
18. 1585-1598: Maria van Horne
19. 1598-1600: Gaspard van Genève Lullin
20. 1600-1615: Cleradius van Genève Lullin
21. 1615-1637: René van Renesse van Elderen
22. 1637-1658: Alexander van Renesse van Elderen
23. 1659-1678: Albert Snouckaert van Schauburg

## Kasteel Heeze
1. 1678-1733: Albert Carel Snouckaert van Schauburg
2. 1733-1749: François Adam d'Holbach
3. 1749-1759: Paul Henri Thiry d'Holbach
4. 1759-1762: Jan Maximiliaan van Tuyll van Serooskerken
5. 1762-1766: Johanna Elisabeth de Geer
6. 1766-1784: Reinout Diederik van Tuyll van Serooskerken
7. 1784-1843: Jan Diederik van Tuyll van Serooskerken,
8. 1843-1862: Johanna Catharina van Westreenen
9. 1862-1882: Reinout Carel van Tuyll van Serooskerken
10. 1882-1901: Ursula Adèle Aurore van Tuyll van Serooskerken
11. 1901-1955: Samuël John van Tuyll van Serooskerken
12. 1955-2017: Hendrik Nicolaas Cornelis van Tuyll van Serooskerken
13. 2017-    : Samuël Ernest van Tuyll van Serooskerken

## Externe bron
- Anton van Oirschot, 1985, Het Kasteel van Heeze, Deel 6 in de serie: Nederlandse Kastelen, Uitgave van de Nederlandse Kastelen Stichting.